# Xylopia sericolampra
Xylopia sericolampra Diels – gatunek rośliny z rodziny flaszowcowatych (Annonaceae Juss.). Występuje endemicznie na Madagaskarze. 

## Morfologia
PokrójZimozielone drzewo lub krzew dorastające do 2–4 m wysokości. Kora ma czarniawą barwę.
LiścieMają podłużnie eliptyczny kształt. Mierzą 5,5–7,5 cm długości oraz 2–3 szerokości. Są skórzaste. Nasada liścia jest ucięta. Wierzchołek jest tępy. Ogonek liściowy jest owłosiony i dorasta do 3–6 mm długości.
KwiatySą zebrane w krótkich gronach. Rozwijają się w kątach pędów. Działki kielicha są owłosione, mają owalny kształt i dorastają do 3–4 mm długości. Płatki są w kształcie języków i dorastają do 2–2,5 cm długości.
OwoceZłożone z owłosionych rozłupni. Mają podłużny kształt. Osiągają 5,5 cm długości oraz 2–2,5 cm średnicy.

## Biologia i ekologia
Rośnie w lasach, na piaszczystym podłożu.